# 片瀬山公園

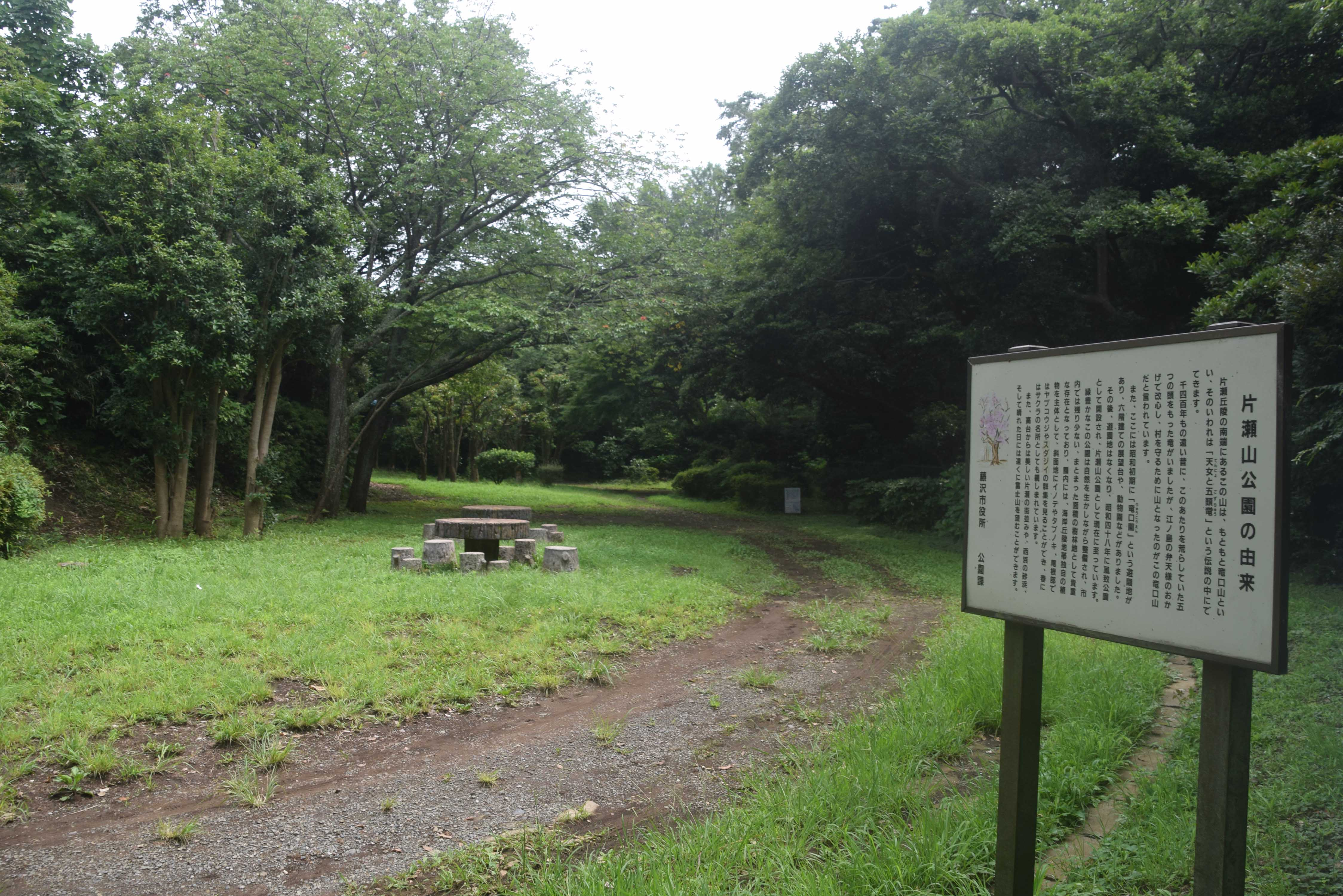
片瀬山公園へ入った所の広場

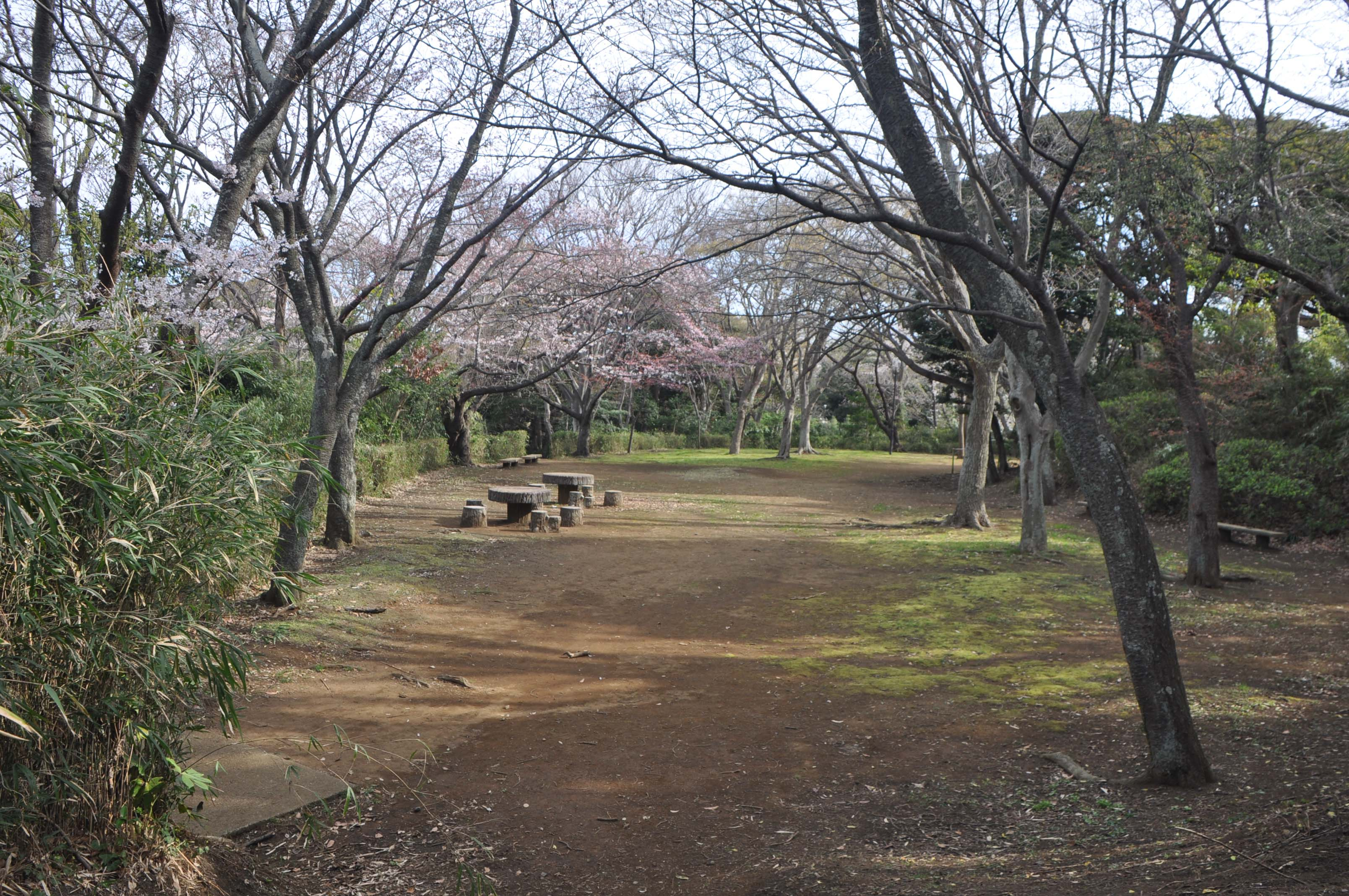
片瀬山公園の桜が春には満開

片瀬山公園（かたせやまこうえん）は、神奈川県藤沢市片瀬地区片瀬目白山にある樹木の緑あふれる市立公園である。

## 概要
片瀬山公園は藤沢市片瀬地区片瀬目白山にある市立公園で、片瀬山の地続きなのでこう呼ばれている。この公園には、海岸丘陵地帯独特の植物を主体として、斜面地にはイノデやタブノキ、尾根部ではヤブコウジやスダジイの群落を見ることができ、春には桜の名所としても親しまれている。

## 歴史
次のような歴史がある。
- この場所は片瀬丘陵の南端の「竜口山」といい、そのいわれは人々を苦しめた５つの頭を持った龍が、天女(江島弁財天)に誓いを建てたことで竜口山になったという「天女と五頭龍」の伝説[3][4]に出てくる。
- 昭和初期に「竜口園」という遊園地になり、6階建ての展望台や動物園があった[5]。
- 1973年、藤沢市の公園となって、その後様々に手が加えられて、現在に至る。

## 交通
湘南モノレール江ノ島線の目白山下駅下車、徒歩2分。